# William Cohn (Kunsthistoriker)
William Cohn (* 22. Juni 1880 in Berlin; † 26. Februar 1961 in Oxford) war ein deutsch-britischer Kunsthistoriker und Sinologe.

## Leben und Wirken

### Zeit in Deutschland
William Cohn war der dritte Sohn des Kaufmanns Carl Cohn (1838–1910) und dessen Ehefrau Rosa geb. Tuchband (1853–1933). Er besuchte ab 1890 das Friedrichswerdersche Gymnasium und legte 1900 das Abitur ab. Danach studierte er Kunstgeschichte und Archäologie in Berlin und Paris. 1904 wurde er an der Universität Erlangen mit der Arbeit Der Versuch der Aufhebung des „Ich“ bei einigen neueren Philosophen promoviert. Ab 1907 veröffentlichte er Artikel zur japanischen und chinesischen Kunst, die sowohl in wissenschaftlichen Zeitschriften als auch in Tageszeitungen erschienen. 1908 publizierte er das Buch Stilanalysen als Einführung in die japanische Malerei, das er durch Forschungsreisen in Europa vorbereitet hatte. Er sichtete japanische Kunstwerke im Original oder als Reproduktionen, von denen er selbst etwa 2500 besaß. Nach Erscheinen des Buches begann er mit Reisen in den Fernen Osten, 1909 und 1910 besuchte er – mit seiner Frau Isabella geb. Nathanblut (1880–1971) – Japan und China. 1912 bereiste er die Vereinigten Staaten.
Als sich nach dem Tod seines Vaters Ende 1910 seine Vermögensverhältnisse änderten, wurde er als Journalist und Publizist tätig. Mit Otto Kümmel begründete er 1912 die Ostasiatische Zeitschrift als Fachzeitschrift für ostasiatische Kunst. Sie wurde vom Oesterheld-Verlag verlegt, der seinem jüngeren Bruder Siegbert Cohn gehörte. Er veröffentlichte Arbeiten unter anderem zur Nara-Zeit und zur Heian-Zeit in Japan. 1913 und 1914 reiste er mit seiner Frau nach Britisch-Indien und Ceylon. 1916 wurde er zum Militär eingezogen; aus einer Bemerkung von Otto Kümmel kann man folgern, dass er nicht an der Front eingesetzt war.
Ab 1920 war er Mitarbeiter der Berliner Museen, wo er bis 1923 an der Bearbeitung der Sammlung der Ostasiatischen Kunstabteilung beteiligt war. Ab 1921 war er außerdem Dozent an der Lessing-Hochschule zu Berlin und wurde korrespondierendes Mitglied der „Vereeniging van Vrienden der Aziatische Kunst“ in Amsterdam. 1921 bis 1925 gab er mit Otto Kümmel, Curt Glaser, Ernst Grosse, Friedrich Sarre und anderen die elfbändige Buchreihe Die Kunst des Ostens in Einzeldarstellungen und 1924 bis 1925 das Jahrbuch der asiatischen Kunst heraus. 1923 wurde er „Wissenschaftlicher Hilfsarbeiter“ bei den Berliner Museen. 1924 bis 1925 bereiste er Ceylon, Indien, Birma, Thailand, Malaysia, Java, China, Japan und die Vereinigten Staaten. Zu den besuchten Stätten gehörten die Yungang-Grotten, der Konfuziustempel von Qufu, der heilige Berg Tai Shan und Hangzhou in China und die Freer Gallery of Art in den Vereinigten Staaten. Anschließend veröffentlichte er 1925 bis 1927 Aus meinem ostasiatischen Reisetagebuch in sechs Teilen. 1929 wurde er zum Kustos am Berliner Völkerkundemuseum ernannt. In seiner Zeit in Berlin lernte er neben Otto Kümmel und Curt Glaser auch den Verleger Bruno Cassirer und den Kunstsammler Eduard von der Heydt kennen. Leonhard Adam charakterisierte ihn in der Ostasiatischen Zeitschrift als „zurückhaltende[n] Mann …, der sein Wissen hilfsbereit an Kollegen weiterreichte“.
Mit dem Beginn der Zeit des Nationalsozialismus durfte er an der Lessing-Hochschule keine Vorträge mehr halten und wurde zum 1. Januar 1934 als Kustos des Völkerkundemuseums ohne Zahlung eines Ruhegehalts in den Ruhestand versetzt, er verlor auch seine Mitgliedschaft in der Deutsch-Japanischen Gesellschaft. 1934 wurde auf dem Titelblatt der Ostasiatischen Zeitschrift der Name von William Cohn durch die Gesellschaft für Ostasiatische Kunst als Herausgeber ersetzt, aus dem Impressum wurde der Name 1936 ebenfalls entfernt. Auf Betreiben von Otto Kümmel wurde Cohn zwar Sekretär der Gesellschaft für Ostasiatische Kunst mit einem Gehalt, aber 1938 musste er auch diese Funktion aufgeben.

### Zeit in Großbritannien
William Cohn hatte sich bereits ab 1934 mit dem Gedanken der Emigration aus Deutschland befasst, den er 1938 in die Tat umsetzte. Nach Stiftung eines Stipendiums durch einen Wissenschaftler war die Grundlage für einen Zuzug nach Großbritannien geschaffen. Am 3. Dezember 1938 erreichten William Cohn und seine Frau London. Einen wichtigen Teil ihrer Habe konnten sie offiziell nach Großbritannien ausführen, weiteres Umzugsgut war im Hamburger Hafen blockiert. Später wurde von deutschen Behörden Akten über die Einziehung von Hausrat, Kunstwerken und des eingefrorenen Vermögens angelegt, 1941 wurde die Ausbürgerung beantragt.
Nach Beginn des Zweiten Weltkriegs war William Cohn ein Enemy Alien und wurde 1940 interniert, zunächst in das Lager Bury St Edmunds und dann auf die Isle of Man. Durch die Bemühungen von Freunden wurde er am 18. September 1940 wieder entlassen. Er ging nach Oxford, wo der Stifter seines Stipendiums wohnte. Dort konnte er sich schnell in das akademische Leben integrieren. Er wurde 1942 von Katerina Wilczynski für ihre Serie Oxford Figures porträtiert, 1943 wurde er Vorsitzender der „Oxford University Anthropological Society“.
Nach Ende des Zweiten Weltkriegs konnte er bei der Wiedereröffnung des British Museum in London tätig werden. Von 17. September 1945 bis zum 31. Mai 1946 wurde er befristet als „Assistant Keeper First Class“ eingestellt und half bei der Neuordnung der Sammlungen. Am 28. Januar 1947 wurden er und damit auch seine Ehefrau Isabella in Großbritannien eingebürgert.
Der weitere beruflicher Weg von William Cohn führte ihn wieder nach Oxford. Dort sollte eine Fakultät für Ostasienwissenschaften eingerichtet werden. Er wurde formal am New College Oxford immatrikuliert und erhielt per Beschluss den Titel Master of Arts. An der University of Oxford durfte er Vorlesungen über ostasiatische Kunst halten und er wurde Berater des Ashmolean Museums. 1947 gründete er die Zeitschrift Oriental Art, die er bis 1951 herausgab. Aus einer vernachlässigten Sammlung indischer Kunstobjekte schuf er 1949 das „Oxford Museum of Eastern Art“.
1955 ging William Cohn in den Ruhestand. Zu seinem 75. Geburtstag veröffentlichte George Hill (Günther Hell), der Schwiegersohn von Bruno Cassirer, eine Bibliographie der Arbeiten von William Cohn mit 232 Einträgen, insgesamt hat er vermutlich etwa 300 Arbeiten publiziert. Am 4. Juni 1960 verlieh ihm die University of Oxford die Ehrendoktorwürde der Literaturwissenschaften.
William Cohn verstarb am 26. Februar 1961 in Oxford und wurde auf dem nicht-jüdischen Teil des Wolvercote Cemetery begraben, an seinem Grab befindet sich eine Granitstele des britischen Bildhauers Walter Ritchie.
Isabella Cohn stiftete im Jahre 1963 die „William Cohn Memorial Lecture“, die jährlich im Ashmolean Museum stattfindet. Sie finanziert sich aus Entschädigungsleistungen der Bundesrepublik Deutschland an Opfer der Nürnberger Rassengesetze. Die Arbeitsbibliothek und die Abbildungssammlung von William Cohn wurden in die Sackler Library übernommen.

## Schriften
- Der Versuch der Aufhebung des „Ich“ bei einigen neueren Philosophen. Dissertation. Universität Erlangen 1904. Pass & Garleb, Berlin 1904.
- Stilanalysen als Einführung in die japanische Malerei. Oesterheld, Berlin 1908.
- Die alt-buddhistische Malerei Japans (= Bibliothek der Kunstgeschichte. Band 13). E. A. Seemann, Leipzig 1921.
- Indische Plastik. Cassirer, Berlin 1921. 2. Auflage 1922.
- Ostasiatische Porträtmalerei. E. A. Seemann, Leipzig 1923.
- Buddha in der Kunst des Ostens. Klinkhardt & Biermann, Leipzig 1925.
- Aus meinem ostasiatischen Reisetagebuch. 6 Teile. Cassirer, Berlin, 1925–1927, OCLC 603977292.
- Vorwort zu Chinesische Goldgegenstände und Textilien aus dem Besitze von Friedrich Perzyński. Cassirer, Berlin 1929.
- Asiatische Plastik. China, Japan, Vorder-, Hinterindien, Java. Cassirer, Berlin 1932.
- Einführung zu Indische Plastik der Sammlung von der Heydt. Sonderausstellung. Kunstgewerbemuseum, Zürich 1935.
- (Hrsg.): Illustrations of Indian art. Marlowe, London 1947.
- Chinese painting. Phaidon, London 1948.
Deutsch: Chinesische Malerei. Phaidon, London 1948.
Französisch: Peinture chinoise. Phaidon, Paris 1948.